# Escondacla
Escondacla is een geslacht van rechtvleugeligen uit de familie krekels (Gryllidae). De wetenschappelijke naam van dit geslacht is voor het eerst geldig gepubliceerd in 2000 door Nischk & Otte.

## Soorten
Het geslacht Escondacla  is monotypisch en omvat slechts de volgende soort:
- Escondacla thymodes (Nischk & Otte, 2000)